# Гранд-Анс
Гранд-Анс (фр. département de la Grand'Anse, гаит. креол. Grandans) — один из десяти департаментов Гаити. Административный центр — город Жереми.
В 2003 году из департамента был выделен новый департамент Нип с округами Мирагоан и Анс-а-Во.
Площадь департамента после разделения составляет 1912 км², население 425 878 человек (2009 год).

## Округа и коммуны
Департамент делится на 3 округа и на 12 коммун:
- Анс-д’Эно
  - Анс-д’Эно (Anse-d’Ainault)
  - Дам-Мари (Dame-Marie)
  - Ируа (Les Irois)
- Корай
  - Корай (Corail)
  - Розо (Roseaux)
  - Бомон (Beaumont)
  - Пестель (Pestel)
- Жереми
  - Жереми (Jérémie)
  - Абрикот (Abricots)
  - Тру-Бонбон (Trou-Bonbon)
  - Морон (Moron)
  - Шамбелан (Chambellan)